# Tú, solo tú
Tú, solo tú (spanisch für Du, nur du) ist ein Lied im Ranchera-Stil des mexikanischen Komponisten Felipe Valdés Leal, das erstmals 1940 in der Version von Pepe y Juanita in Zusammenarbeit mit den  Charros de Atotonilco veröffentlicht wurde.

## Inhalt
Das Lied erzählt von einem Menschen, der sich betrinkt, um seinen Liebeskummer zu vergessen. 

## Coverversionen
Das Lied wurde von mehreren namhaften mexikanischen und mexikanisch-stämmigen Künstlern gecovert. Eine der ersten Coverversionen stammt von Matilde Sánchez, besser bekannt als La Torcacita, die das Lied in dem 1950 uraufgeführten mexikanischen Spielfilm Perdida sang.
Danach war das Lied unter anderem noch einmal in dem 1953 uraufgeführten mexikanischen Spielfilm ¡Ay, pena, penita… zu hören, als es von Lola Flores und Luis Aguilar im Duett gesungen wurde. 
Später wurde das Lied unter anderem von Linda Ronstadt für ihr 1987 veröffentlichtes Album Canciones de mi padre und von Selena Quintanilla für ihr 1995 veröffentlichtes letztes Studioalbum Dreaming of You aufgenommen.
Weitere Coverversionen existieren unter anderem von Flor Silvestre, Ana Gabriel, Miguel Aceves Mejía, Pepe Aguilar und Pedro Infante.